# ドロホイ
ドロホイ（ルーマニア語: Dorohoi）は、ルーマニアのボトシャニ県に属する都市。ジジャ川の右岸にある。
モルダヴィア北部の高地で産出される木材や農産物の市場があり、毎年6月12日には近隣諸国からも商人が集う大規模な市が開かれる。1408年にモルダヴィアのアレクサンドル・チェル・ブンとポーランド・ハンガリー王との間で条約が締結された地として初めて歴史上に登場する。このことは、モルダヴィアに国家が建設される以前からドロホイが商業の中心地であったことをにおわせる。
ルーマニア王国下ではドロホイ県の県都となったが、ソビエト連邦に占領されるとただの自治体になった。1940年7月1日に、地元のユダヤ人に対する怒りから、ルーマニア軍の部隊がポグロム（ユダヤ人虐殺事件）を起こした。当時のルーマニアでは反ユダヤ法やユダヤ人の財産の没収など、反ユダヤ主義の強い世相であったが、ルーマニア政府はこの事件を是認しなかった。問題が明らかになると、ポグロムを鎮めるために軍隊が派遣された。
モルドヴァ公シュテファン3世が建てた教会が残る。

## ユダヤ人
ドロホイにユダヤ人が入植したのは17世紀のことである。モルダヴィアのもと、ユダヤ人の同業組合が組まれた。第一次世界大戦中は苦難を経験した。
- 1803年 - 600家族
- 1859年 - 3031人（総人口の半数）
- 1899年 - 6804人（割合もさらに増）
- 1930年代 - 5800人

ホロコースト作戦中は難民が入植し、ユダヤ人は急激に増加した。1947年には7600人を数えた。イスラエル建国後は徐々に減少し、1956年には2753人、1966年には1013人、2000年には49人になった。

## 2010年の洪水
2010年6月28日から29日にかけての夜、ドロホイの北東部を中心に洪水が発生し、6人が亡くなった。川の水位が1m以上上昇した箇所もあり、数箇所で道路が削られたり冠水したりした。バルカン諸国に一週間にわたり降り続いた大雨は、30日の朝までルーマニア北東部を流れ続けた。

## 人口の推移
- 1900年 - 1万2701人
- 2000年 - 3万1072人
- 2006年 - 3万1130人